# Richard Edlinger
Richard Edlinger (* 23. April 1958 in Bregenz, Vorarlberg; † 10. November 2005 in Budapest, Ungarn) war ein österreichischer Dirigent und Komponist.

## Leben
Richard Edlinger wurde 1958 in Bregenz, der Heimat seiner Mutter, geboren und wuchs in Gars am Kamp, der Heimat seines Vaters, auf. Erste Dirigate übernahm Edlinger bereits im Alter von 17 Jahren. An der Wiener Musikhochschule studierte er bis 1982 unter anderem bei Karl Österreicher, Hans Swarowsky, Witold Rowicki und Milan Horvat. Zahlreiche Engagements brachten ihm bereits früh internationale Auftritte. Im Jahr 1988 wurde er gemeinsam mit Heinz Holecek zum Begründer der Opernfestspiele in Gars am Kamp. Als Programmteil des damaligen Donaufestivals fanden am 1. und 2. Juli 1988 zwei Opernpremieren im Kamptal statt. In Gars wurde Igor Strawinskys Die Geschichte vom Soldaten und in Rosenburg am Kamp die Joseph Haydn zugeschriebene Oper Das brennende Haus gegeben. Im Jahr 1994 gründete Edlinger das Symphonieorchester United Philharmonic Vienna, das ihn mit einer eigenen Konzertreihe an das Wiener Konzerthaus brachte, während ihm die anderen größeren Musikhäuser, wie Volks- oder Staatsoper verwehrt blieben. Beim Label Naxos sind unter Edlingers Leitung zahlreiche Einspielungen unterschiedlicher Werke verschiedener Epochen und Komponisten mit verschiedenen Klangkörpern herausgebracht worden. In den 1990er-Jahren begann Edlinger vermehrt mit eigenen Kompositionen. Diese Werke befinden sich vermutlich im Nachlass seiner Familie. Edlinger verstarb im November 2005 im 48. Lebensjahr in Budapest.

## Auszeichnungen
- 1980 und 1985: Förderpreis des Landes Niederösterreich
- 1983: Finalist beim Dirigentenwettbewerb Premio Cantelli an der Mailänder Scala

## Diskografie
- Diskografie bei Naxos: Richard Edlinger.

## Ausstellung
Anlässlich Richard Edlingers 20. Todestag wird ihm das Zeitbrücke-Museum seiner Heimatgemeinde Gars am Kamp im Rahmen der Langen Nacht der Museen eine Gedächtnisausstellung widmen, bei der neben der Original-Partitur des Oratoriums „Der Letzte Zug“ seine Tätigkeit als Dirigent sowie seine Rolle als Gründer des Musiktheaters in Gars dargestellt werden sollen.